# Robert William St. John
Robert William St. John (né le 9 mars 1902 à Chicago et mort le 6 février 2003 à Maldorf, Maryland) est un auteur, animateur de radio (NBC, etc.) et journaliste américain (AP, etc.).
Après le décès de ses parents, St. John s'engage à seize ans dans la marine pour participer à la Première Guerre mondiale. À son retour aux États-Unis, il travaille pour divers journaux (Hartford Courant, Chicago Daily News, Chicago American). En 1923, il fonde avec son frère Archer deux petits journaux locaux à Cicero et Berwyn. À la suite d'articles critiques sur Al Capone, Robert Williams est agressé par des hommes de main du gangster, qui finit par racheter le Cicero Tribune. En 1927, St. John quitte le Berwyn Tribune et part travaille dans le Vermont. Quelque temps plus tard, il rejoint l'agence de presse Associated Press.
Correspondant de guerre durant la Seconde Guerre mondiale, il est sensibilisé à la cause juive. Durant le pogrom de Bucarest, en janvier 1941, il cache une famille. Transféré au Caire lors de l'invasion de la Yougoslavie par les troupes nazies en avril 1941, il est blessé à la jambe et retourne aux États-Unis. Il y publie en 1942 son premier livre, From the Land of Silent People (Des terres du peuple silencieux), qui est un best-seller.
Grâce à ce succès, il est embauché par la National Broadcasting Company, pour diriger son bureau londonien. Il y annonça tous les grands moments de la seconde partie de la guerre, dont il fut le premier à annoncer la fin sur une radio américaine. En 1948, il consacre un second livre aux Yougoslaves, The Silent People (Le Peuple silencieux). Son utilisation de sources communistes lui veut une accusation de communisme en 1950. Renvoyé de la NBC, il s'installe alors en Suisse.
Il devient reporter indépendant spécialisé dans le Moyen-Orient et Israël en particulier, auquel il consacre de nombreux livres. Fervent défenseur de l'État juif, il est appelé par David Ben Gourion « le plus goy des Sionistes ». Il revient aux États-Unis en 1965, tout en continuant à effectuer de très fréquents voyages en Israël. En 1982, il est le plus âgé des reporters qui couvrent l'intervention militaire israélienne au Liban de 1982. En 2002, il publie son autobiographie avant de mourir quelques mois plus tard le 6 février 2003.

## Documentation
- Robert St. John, dans le Los Angeles Times, 10 février 2003, p. B-5.